# Чемпионат мира по горнолыжному спорту 2021 — комбинация (женщины)
Соревнования среди женщин в горнолыжной комбинации на чемпионате мира по горнолыжному спорту 2021 года должны были состояться 8 февраля, но из-за сильного снегопада перенесены на 15 февраля. Местом проведения соревнований стал горнолыжный курорт Кортина-д’Ампеццо, Италия. Старт соревнований в супергиганте запланирован на 9:45 по местному времени (UTC+1), а в слаломе на 14:10 местного времени. Каждая страна могла быть представлена не более, чем 4 горнолыжницами.
Всего в стартовом листе значилось 34 горнолыжницы из 17 государств.
Действующей чемпионкой мира в горнолыжной комбинации являлась швейцарка Венди Хольденер. Хольденер показала 14-й результат в супергиганте, а в слаломе не сумела финишировать.
Микаэла Шиффрин впервые в карьере стала чемпионкой мира в комбинации. Ранее она выиграла 4 титула чемпионки мира в слаломе и один титул в супергиганте. Шиффрин завоевала свою 9-ю в карьере медаль на чемпионатах мира и вышла в единоличные лидеры по этому показателю среди всех североамериканских горнолыжников, обойдя Линдси Вонн. По количеству золотых медалей Шиффрин сравнялась со швейцаркой Эрикой Хесс. Больше в истории среди горнолыжниц выигрывали только Кристль Кранц (12), Аня Персон (7) и Мариэль Гуашель (7). Ранее единственной американкой, побеждавшей в комбинации на чемпионате мира, была Тамара Маккинни в 1989 году.
Петра Вльгова стала второй в комбинации на втором чемпионате мира подряд. Для неё это суммарно пятая медаль на чемпионатах мира. Олимпийская чемпионка 2018 года Мишель Гизин стала третьей, ранее она выигрывала серебро чемпионата мира в этой дисциплине в 2017 году в Санкт-Морице. Только два призёра уступили Шиффрин менее двух секунд. Первые три места заняли горнолыжницы, показавшие три лучших результата в слаломе. Лидер после супергиганта Федерика Бриньоне не сумела финишировать в слаломе.

## Трасса
| Супергигант - Постановщик трассы — Роланд Платцер (Швейцария) - Название трассы — Olympia delle Tofane - Старт — 2160 м; - Финиш — 1560 м; - Перепад высот — 600 м; - Длина трассы — 2150 м - Уклон — | Слалом - Постановщик трассы — Мануэль Гампер (Канада) - Название трассы — Olympia delle Tofane - Старт — 1740 м; - Финиш — 1560 м; - Перепад высот — 180 м; - Длина трассы — - Уклон — |

## Призёры
| Золото              | Серебро                | Бронза                 |
| Микаэла Шиффрин США | Петра Вльгова Словакия | Мишель Гизин Швейцария |

## Результаты
| Место | Номер | Спортсменка              | Страна               | Супергигант     | Супергигант     | Слалом          | Слалом          | Итоговое время  | Отставание      |
| Место | Номер | Спортсменка              | Страна               | Время           | Место           | Время           | Место           | Итоговое время  | Отставание      |
| ----- | ----- | ------------------------ | -------------------- | --------------- | --------------- | --------------- | --------------- | --------------- | --------------- |
| 1     | 28    | Микаэла Шиффрин          | США                  | 1:22.17         | 3               | 45.05           | 1               | 2:07.22         |                 |
| 2     | 26    | Петра Вльгова            | Словакия             | 1:22.51         | 7               | 45.57           | 2               | 2:08.08         | +0.86           |
| 3     | 15    | Мишель Гизин             | Швейцария            | 1:22.37         | 5               | 45.74           | 3               | 2:08.11         | +0.89           |
| 4     | 17    | Элена Куртони            | Италия               | 1:22.12         | 2               | 47.45           | 5               | 2:09.57         | +2.35           |
| 5     | 13    | Рамона Зибенхофер        | Австрия              | 1:23.18         | 15              | 46.85           | 4               | 2:10.03         | +2.81           |
| 6     | 3     | Марта Бассино            | Италия               | 1:23.01         | 12              | 47.75           | 7               | 2:10.76         | +3.54           |
| 7     | 4     | Лора Гоше                | Франция              | 1:23.29         | 16              | 47.57           | 6               | 2:10.86         | +3.64           |
| 8     | 5     | Эстер Ледецкая           | Чехия                | 1:22.27         | 4               | 49.07           | 10              | 2:11.34         | +4.12           |
| 9     | 1     | Рагнхильд Мовинкель      | Норвегия             | 1:22.58         | 8               | 49.57           | 13              | 2:12.15         | +4.93           |
| 10    | 19    | Маруша Ферк              | Словения             | 1:22.78         | 9               | 49.48           | 12              | 2:12.26         | +5.04           |
| 11    | 11    | Франциска Грич           | Австрия              | 1:23.49         | 20              | 49.13           | 11              | 2:12.62         | +5.40           |
| 12    | 31    | Марина Гонсеница-Даниэль | Польша               | 1:24.20         | 23              | 48.83           | 9               | 2:13.03         | +5.81           |
| 13    | 24    | Катарина Хубер           | Австрия              | 1:26.08         | 30              | 48.30           | 8               | 2:14.38         | +7.16           |
| 14    | 33    | Изабелла Райт            | США                  | 1:23.44         | 18              | 51.18           | 14              | 2:14.62         | +7.40           |
| 15    | 21    | Грета Смолл              | Австралия            | 1:24.76         | 25              | 51.41           | 15              | 2:16.17         | +8.95           |
| 16    | 25    | Эльведина Музаферия      | Босния и Герцеговина | 1:24.80         | 26              | 51.41           | 15              | 2:16.21         | +8.99           |
| 99    | 7     | Федерика Бриньоне        | Италия               | 1:22.11         | 1               | не финишировали | не финишировали | не финишировали | не финишировали |
| 99    | 23    | Кайса Викхофф Ли         | Норвегия             | 1:22.43         | 6               | не финишировали | не финишировали | не финишировали | не финишировали |
| 99    | 16    | Ясмина Зутер             | Швейцария            | 1:22.78         | 9               | не финишировали | не финишировали | не финишировали | не финишировали |
| 99    | 20    | Мари-Мишель Ганьон       | Канада               | 1:22.79         | 11              | не финишировали | не финишировали | не финишировали | не финишировали |
| 99    | 10    | Валери Гренье            | Канада               | 1:23.02         | 13              | не финишировали | не финишировали | не финишировали | не финишировали |
| 99    | 9     | Венди Хольденер          | Швейцария            | 1:23.08         | 14              | не финишировали | не финишировали | не финишировали | не финишировали |
| 99    | 22    | Мета Хроват              | Словения             | 1:23.39         | 17              | не финишировали | не финишировали | не финишировали | не финишировали |
| 99    | 6     | Приска Нуфер             | Швейцария            | 1:23.47         | 19              | не финишировали | не финишировали | не финишировали | не финишировали |
| 99    | 8     | Ариана Редлер            | Австрия              | 1:23.51         | 21              | не финишировали | не финишировали | не финишировали | не финишировали |
| 99    | 30    | Эстель Альфан            | Швеция               | 1:24.05         | 22              | не финишировали | не финишировали | не финишировали | не финишировали |
| 99    | 32    | Эй Джей Херт             | США                  | 1:24.71         | 24              | не финишировали | не финишировали | не финишировали | не финишировали |
| 99    | 18    | Невена Игнятович         | Сербия               | 1:25.05         | 27              | не финишировали | не финишировали | не финишировали | не финишировали |
| 99    | 14    | Тифани Ру                | Франция              | 1:25.55         | 28              | не финишировали | не финишировали | не финишировали | не финишировали |
| 99    | 29    | Франческа Баруцци        | Аргентина            | 1:25.92         | 29              | не финишировали | не финишировали | не финишировали | не финишировали |
| 99    | 2     | Надия Делаго             | Италия               | не финишировали | не финишировали | не финишировали | не финишировали | не финишировали | не финишировали |
| 99    | 12    | Бризи Джонсон            | США                  | не финишировали | не финишировали | не финишировали | не финишировали | не финишировали | не финишировали |
| 99    | 34    | Ноа Сёллёш               | Израиль              | не финишировали | не финишировали | не финишировали | не финишировали | не финишировали | не финишировали |
| 99    | 27    | Юлия Плешкова            | ФГСР                 | не стартовали   | не стартовали   | не стартовали   | не стартовали   | не стартовали   | не стартовали   |